# Emmanuelle Seigner
Emmanuelle Seigner (ur. 22 czerwca 1966 w Paryżu) – francuska modelka, aktorka filmowa i okazjonalnie wokalistka.

## Życiorys
Pochodzi z artystycznej rodziny. Jest córką fotografa i dziennikarki, starszą siostrą aktorki Mathilde Seigner oraz piosenkarki Marie-Amélie Seigner. Jej dziadkiem był francuski aktor Louis Seigner (1903–1991). Aktorka Françoise Seigner (1928–2008) była jej ciotką.
Emmanuelle Seigner uczęszczała do katolickiej szkoły. Jako czternastolatka rozpoczęła pracę modelki (ma 1,73 m wzrostu). Debiutowała w 1984 w filmie Rok meduzy. Po epizodzie w Detektywie Jean-Luca Godarda zagrała we Franticu Romana Polańskiego. W tym filmie wcieliła się w postać Michelle, będącej przewodniczką kardiochirurga Richarda Walkera. Seigner uważa swoją rolę we Franticu za najlepszą w karierze.
30 sierpnia 1989 wyszła za mąż za Romana Polańskiego. Mają dwoje dzieci: córkę Morgane (ur. 1993) i syna Elvisa (ur. 1998).
Jako piosenkarka wraz z francuskim zespołem pop-rockowym Ultra Orange nagrała płytę Ultra Orange & Emmanuelle wydaną w 2007 roku. W lutym 2010 roku ukazał się solowy album Emmanuelle Seigner zatytułowany Dingue. Zaśpiewała także z Brettem Andersonem na ich wspólnym singlu „Les mots simples” (wyd. 2008, francuskojęzyczna wersja piosenki „Simple Words” Ultra Orange & Emmanuelle) oraz na płycie Andersona Wilderness w utworze „Back to You” (wyd. 2008). Wystąpiła także na albumie 4 Andrzeja Smolika w utworze „Forget Me Not” (wyd. 2011).
W 2012 roku wspierała kampanię prezydencką Nicolasa Sarkozy’ego.

## Nagrody i nominacje
- 1999: Plac Vendôme (nominacja) César dla najlepszej aktorki drugoplanowej[5]
- 2007: Niczego nie żałuję – Edith Piaf (nominacja) Satelita dla najlepszej aktorki drugoplanowej w filmie dramatycznym[5]

## Filmografia
- 1984 – Rok meduzy
- 1985 – Detektyw jako bahamska księżniczka
- 1986 – Cours privé jako Zanon
- 1988 – Frantic jako Michelle
- 1990 – Il Male oscuro jako dziewczyna
- 1992 – Gorzkie gody jako Mimi
- 1994 – Le Sourire jako Odile
- 1996 – Pourvu que ça dure jako Julie Neyrac
- 1997 – La Divine poursuite jako Bobbi
- 1997 – Nirvana jako Lisa
- 1998 – Złodziej prędkości (RPM) jako Michelle
- 1998 – Plac Vendôme (Place Vendôme) jako Nathalie
- 1999 – Buddy Boy jako Gloria
- 1999 – Dziewiąte wrota (The Ninth Gate) jako dziewczyna
- 2000 – Fernando Krapp m'a écrit cette lettre
- 2001 – Laguna
- 2001 – Streghe verso nord jako Lucilla
- 2003 – Pozory i złudzenia (Corps a corps) jako Laura Bartelli
- 2003 – Sans toi jako Armelle
- 2003 – Os Imortais jako Madeleine Durand
- 2004 – I żyli długo i szczęśliwie jako Nathalie
- 2005 – Kulisy sławy (Backstage)
- 2006 – Niczego nie żałuję – Edith Piaf jako Titine
- 2007 – Four Last Songs jako Helena
- 2007 – Motyl i skafander jako Céline Desmoulins
- 2010 – Essential Killing jako Margaret
- 2013 – Wenus w futrze (La Vénus à la fourrure) jako Vanda
- 2017 – Prawdziwa historia (D’après une histoire vraie, 2017) jako Delphine
- 2018 – Van Gogh. U bram wieczności (At Eternity’s Gate) jako Madame Ginoux
- 2019 – Oficer i szpieg (J’accuse) jako Pauline Monnier

## Dyskografia

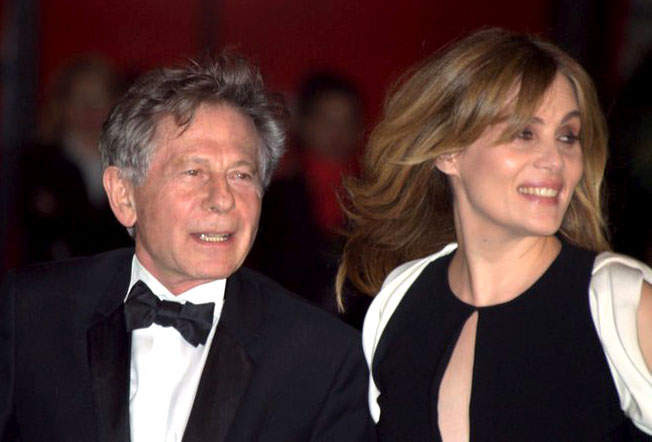
Emmanuelle Seigner z mężem Romanem Polańskim na gali wręczania Cezarów, 25 lutego 2011

Albumy
| Backstage (bande originale du film) (oraz Laurent Marimbert) | - Data: 7 listopada 2005 - Wydawca: Haut Et Court - Format: CD, digital download | –  | –   | –  |
| Ultra Orange & Emmanuelle                                    | - Data: 23 marca 2007 - Wydawca: RCA Records - Format: CD, digital download      | 63 | –   | –  |
| Dingue                                                       | - Data: 8 lutego 2010 - Wydawca: Columbia Records - Format: CD, digital download | 49 | 49  | 32 |
| Distant Lover                                                | - Data: 31 marca 2014 - Wydawca: Polydor France - Format: CD, digital download   | 89 | 114 | –  |
| „–” album nie był notowany.                                  |                                                                                  |    |     |    |

Single
| Tytuł                                                                 | Rok  | Album                               |
| --------------------------------------------------------------------- | ---- | ----------------------------------- |
| „Je prie pour nous”                                                   | 2005 | Backstage (bande originale du film) |
| Bryan Adams – „Ce n’etait qu’un rêve” (gościnnie: Emmanuelle Seigner) | 2006 | Room Service                        |
| „Bunny” (Ultra Orange & Emmanuelle)                                   | 2007 | Ultra Orange & Emmanuelle           |
| „Sing Sing” (Ultra Orange & Emmanuelle)                               | 2007 | Ultra Orange & Emmanuelle           |
| „Les Mots Simples” (oraz Brett Anderson)                              | 2008 | –                                   |
| „Dingue”                                                              | 2009 | Dingue                              |
| „Alone à Barcelone”                                                   | 2010 | –                                   |
| „Marche à l’ombre”                                                    | 2014 | La Bande à Renaud, Vol. 2           |
| „Distant Lover”                                                       | 2014 | Distant Lover                       |
| „You Think You’re a Man (Remix)”                                      | 2014 | –                                   |

Notowane utwory
| Tytuł                                        | Rok  | Pozycja na liście | Album  |
| Tytuł                                        | Rok  | LP3               | Album  |
| -------------------------------------------- | ---- | ----------------- | ------ |
| „Qui êtes-vous?” (gościnnie: Roman Polański) | 2010 | 37                | Dingue |

Inne
| Album                                           | Rok  | Utwór                                             | Źródło |
| ----------------------------------------------- | ---- | ------------------------------------------------- | ------ |
| Bryan Adams – Room Service                      | 2004 | gościnnie śpiew w utworze „Ce n’etait qu’un rêve” | [ 24 ] |
| Brett Anderson – Wilderness                     | 2008 | gościnnie śpiew w utworze „Back To You”           | [ 25 ] |
| Bela B – Code B                                 | 2009 | gościnnie śpiew w utworze „Liebe Und Benzin”      | [ 26 ] |
| Andrzej Smolik – 4                              | 2010 | gościnnie śpiew w utworze „Forget Me Not”         | [ 27 ] |
| Brigitte Fontaine – L’ un n’empeche pas l’autre | 2011 | gościnnie śpiew w utworze „Dressing”              | [ 28 ] |
| La Bande à Renaud, Vol. 2                       | 2014 | wykonanie utworu „Marche à l’ombre”               | [ 29 ] |

## Teledyski
| Tytuł                                                            | Rok  | Reżyseria     | Album                     | Źródło |
| ---------------------------------------------------------------- | ---- | ------------- | ------------------------- | ------ |
| „Sing Sing” (Ultra Orange & Emmanuelle)                          | 2007 | –             | Ultra Orange & Emmanuelle | [ 30 ] |
| „Dingue”                                                         | 2009 | –             | Dingue                    | [ 31 ] |
| Andrzej Smolik – „Forget Me Not” (gościnnie: Emmanuelle Seigner) | 2011 | Paweł Edelman | Smolik 4                  | [ 32 ] |
| „Distant Lover”                                                  | 2014 | –             | Distant Lover             | [ 33 ] |
| „You Think You’re A Man”                                         | 2014 | –             | Distant Lover             | [ 34 ] |
| „Marche à l’ombre”                                               | 2014 | –             | La Bande à Renaud, Vol. 2 | [ 35 ] |

## Koncerty w Polsce
- 17 maja 2007, gospodarstwo rolne Reduta, Warszawa, uroczysta gala rozdania muzycznych nagród magazynu Machina: Machinery 2007[36][37]
- 28 kwietnia 2010, Kino „Palladium”, Warszawa[38]
- 22 maja 2010, na festiwalu Smooth Festival Złote Przeboje Bydgoszcz[39]
- 6 lipca 2012, dziedziniec Państwowej Wyższej Szkoły Filmowej, Telewizyjnej i Teatralnej im. Leona Schillera w Łodzi – w ramach czwartej edycji Targowa Street Film&Music Festival[40][41]

Oprócz tego, wystąpiła gościnnie:
- 4 września 2009, w ramach Orange Warsaw Festival, gdzie była gościem podczas koncertu Andrzeja Smolika[4]
- 14 marca 2010 w programie Tańca z gwiazdami, wykonując piosenkę „Dingue”[42]
- 23 października 2010 na imprezie zorganizowanej z okazji 40 urodzin TVP2, gdzie wykonała dwa utwory: „Dingue” i „Femme fatale”.